# Aonidia longa
Aonidia longa är en insektsart som beskrevs av Karl Hermann Leonhard Lindinger 1911. Aonidia longa ingår i släktet Aonidia, och familjen pansarsköldlöss.
Artens utbredningsområde är Nya Kaledonien. Inga underarter finns listade.